# Diecezja Líbano–Honda
Diecezja Líbano–Honda (łac. Dioecesis Libanus-Hondanus, hiszp. Diócesis de Líbano–Honda) – rzymskokatolicka diecezja w Kolumbii. Jest sufraganią archidiecezji Ibagué.

## Historia
Diecezja została erygowana 8 lipca 1989 roku przez papieża Jana Pawła II bullą Ita iam. Dotychczas wierni z tych terenów należeli do diecezji Ibagué (obecnie archidiecezja).

Mapa diecezji

## Ordynariusze
- José Luis Serna Alzate IMC (1989–2002)
- Rafael Arcadio Bernal Supelano CSsR (2003–2004)
- José Miguel Gómez Rodríguez (2004–2015)
- José Luis Henao Cadavid (od 2015)